# Fábio Coentrão
Fábio Alexandre da Silva Coentrão (sinh ngày 11 tháng 3 năm 1988) là một cựu cầu thủ bóng đá chuyên nghiệp người Bồ Đào Nha. Anh chủ yếu chơi ở vị trí hậu vệ trái ngoài ra anh có thể đá tiền vệ trái và tiền vệ phòng ngự.
Sau khi bắt đầu thi đấu chuyên nghiệp với Rio Ave, anh ký hợp đồng với Benfica năm 19 tuổi, tiếp tục được cho mượn nhiều lần trước khi trở thành cầu thủ quan trọng của đội một. Năm 2011, anh gia nhập Real Madrid.
Là một tuyển thủ Bồ Đào Nha hơn 8 năm, Coentrão đã đại diện cho quốc gia tham dự 2 kỳ World Cup và 1 kỳ Euro.

## Sự nghiệp câu lạc bộ

### Rio Ave
Sinh ở Vila do Conde, Coentrão đã tham dự đội bóng quê nhà Rio Ave F.C năm 2004 lúc lên 16 tuổi, chơi 3 trận Primeira Liga trong mùa tiếp theo cho phía bắc và bị hạ khỏi nhóm hàng đầu. Trong 2006–07, anh đã tự thiết lập là lựa chọn đầu tiên. Real Madrid đã bỏ ra 30 triệu euro để nhận chuyển nhượng anh, với giá 30 triệu euro, Fábio Coentrão đã trở thành hậu vệ cánh đắt giá thứ 2 thế giới, chỉ sau có Dani Alves của Barca.

## Thống kê sự nghiệp
Tính đến ngày 6 tháng 5 năm 2017.

### Câu lạc bộ
| Câu lạc bộ          | Mùa giải            | Giải vô địch | Giải vô địch | Cúp1 | Cúp1 | League Cup | League Cup | Châu Âu | Châu Âu | Khác2 | Khác2 | Tổng cộng | Tổng cộng |
| Câu lạc bộ          | Mùa giải            | Trận         | Bàn          | Trận | Bàn  | Trận       | Bàn        | Trận    | Bàn     | Trận  | Bàn   | Trận      | Bàn       |
| ------------------- | ------------------- | ------------ | ------------ | ---- | ---- | ---------- | ---------- | ------- | ------- | ----- | ----- | --------- | --------- |
| Rio Ave             | 2004–05             | 1            | 0            | 0    | 0    | —          | —          | —       | —       | —     | —     | 1         | 0         |
| Rio Ave             | 2005–06             | 3            | 1            | 1    | 0    | —          | —          | —       | —       | —     | —     | 4         | 1         |
| Rio Ave             | 2006–07             | 25           | 4            | 2    | 0    | —          | —          | —       | —       | —     | —     | 27        | 4         |
| Rio Ave             | Tổng cộng           | 29           | 5            | 3    | 0    | 0          | 0          | 0       | 0       | 0     | 0     | 32        | 5         |
| Benfica             | 2007–08             | 3            | 0            | 0    | 0    | 3          | 0          | 1       | 0       | 0     | 0     | 7         | 0         |
| Nacional            | 2007–08             | 16           | 4            | 0    | 0    | 0          | 0          | 0       | 0       | 0     | 0     | 16        | 4         |
| Zaragoza            | 2008–09             | 1            | 0            | 0    | 0    | —          | —          | 0       | 0       | 0     | 0     | 1         | 0         |
| Rio Ave             | 2008–09             | 16           | 3            | 0    | 0    | 0          | 0          | 0       | 0       | 0     | 0     | 16        | 3         |
| Benfica             | 2009–10             | 26           | 0            | 2    | 1    | 4          | 1          | 13      | 1       | 0     | 0     | 45        | 3         |
| Benfica             | 2010–11             | 23           | 2            | 6    | 1    | 2          | 0          | 14      | 2       | 0     | 0     | 45        | 5         |
| Benfica             | Tổng cộng           | 52           | 2            | 8    | 2    | 9          | 1          | 28      | 3       | 0     | 0     | 97        | 8         |
| Real Madrid         | 2011–12             | 20           | 0            | 5    | 0    | —          | —          | 8       | 0       | 0     | 0     | 33        | 0         |
| Real Madrid         | 2012–13             | 16           | 1            | 6    | 0    | —          | —          | 8       | 0       | 0     | 0     | 30        | 1         |
| Real Madrid         | 2013–14             | 10           | 0            | 4    | 0    | —          | —          | 6       | 0       | 0     | 0     | 20        | 0         |
| Real Madrid         | 2014–15             | 9            | 0            | 2    | 0    | —          | —          | 4       | 0       | 2     | 0     | 17        | 0         |
| Monaco (mượn)       | 2015–16             | 15           | 3            | 1    | 0    | 0          | 0          | 3       | 0       | —     | —     | 19        | 3         |
| Real Madrid         | 2016–17             | 3            | 0            | 1    | 0    | —          | —          | 2       | 0       | 0     | 0     | 6         | 0         |
| Real Madrid         | Tổng cộng           | 58           | 1            | 18   | 0    | —          | —          | 28      | 0       | 2     | 0     | 106       | 1         |
| Sporting (mượn)     | 2017–18             | 0            | 0            | 0    | 0    | 0          | 0          | 0       | 0       | —     | —     | 0         | 0         |
| Tổng cộng sự nghiệp | Tổng cộng sự nghiệp | 187          | 18           | 30   | 2    | 9          | 1          | 59      | 3       | 2     | 0     | 287       | 24        |

1 Bao gồm Siêu cúp Tây Ban Nha và Siêu cúp Bồ Đào Nha.
2 Bao gồm Siêu cúp châu Âu và FIFA Club World Cup.

### Bàn thắng quốc tế
| #  | Ngày                | Địa điểm                                              | Đối thủ          | Bàn thắng | Kết quả | Giải đấu                 |
| -- | ------------------- | ----------------------------------------------------- | ---------------- | --------- | ------- | ------------------------ |
| 1. | 10 tháng 8 năm 2011 | Sân vận động Algarve, Algarve, Bồ Đào Nha             | Luxembourg       | 3–0       | 5–0     | Giao hữu                 |
| 2. | 22 tháng 3 năm 2013 | Sân vận động Ramat Gan, Tel Aviv, Israel              | Israel           | 3–3       | 3–3     | Vòng loại World Cup 2014 |
| 3. | 5 tháng 3 năm 2014  | Sân vận động Dr. Magalhães Pessoa, Leiria, Bồ Đào Nha | Cameroon         | 3–1       | 5–1     | Giao hữu                 |
| 4. | 10 tháng 6 năm 2014 | Sân vận động MetLife, East Rutherford, Hoa Kỳ         | Cộng hòa Ireland | 5–1       | 5–1     | Giao hữu                 |
| 5. | 29 tháng 3 năm 2015 | Sân vận động Ánh sáng, Lisboa, Bồ Đào Nha             | Serbia           | 2–1       | 2–1     | Vòng loại Euro 2016      |

## Danh hiệu

### Câu lạc bộ
Benfica
- Giải vô địch bóng đá Bồ Đào Nha: 2009–10
- Cúp quốc gia Bồ Đào Nha: 2009–10, 2010–11
- Siêu cúp Bồ Đào Nha: Á quân 2010

Real Madrid
- La Liga: 2011–12, 2016–17
- Copa del Rey: 2013–14
- Supercopa de España: 2012
- UEFA Champions League: 2013–14, 2016–17
- UEFA Super Cup: 2014, 2016
- FIFA Club World Cup: 2014, 2016

### Cá nhân
- Liga de Honra Breakthrough Player of the Year: 2006–07
- Primeira Liga Breakthrough Player of the Year: 2009–10
- L'Équipe Ideal Eleven: 2010
- Cầu thủ xuất sắc nhất năm của CLB Benfica: 2011
- Cầu thủ trẻ xuất sắc nhất của tháng giải vô địch bóng đá Bồ Đào Nha: tháng 10-2009; tháng 3,4,9-2010
- Đội hình xuất sắc nhất EURO: 2012